# 歪エルミート行列
歪エルミート行列（わいえるみーとぎょうれつ、英語: Skew-Hermitian matrix）あるいは反エルミート行列（はんえるみーとぎょうれつ、英語: Anti-Hermitian matrix）とは、自身のエルミート共役（＝随伴）が自身に負号をつけたものに等しいような複素正方行列のことである。つまり、n 次正方行列 A に対し、そのエルミート共役を A* で表すとき、A が歪エルミートならば、以下の条件を満たす。
{\displaystyle A^{*}=-A}
行列 A の成分をあらわに書けば、これは次のようにも表せる。
{\displaystyle {\left(A^{*}\right)}_{ij}={\overline {A_{ji}}}=-A_{ij}\quad \left(1\leq i,j\leq n\right)\ }
n 次歪エルミート行列の集合はリー代数をなし、{\displaystyle {\mathfrak {u}}(n)} と表される。
歪エルミート行列と似た定義を持つ行列として、エルミート行列がある。エルミート行列は自身と自身のエルミート共役が等しい。
{\displaystyle H^{*}=H}
歪エルミート行列はエルミート行列と同じく、正規行列の特別な場合であり、−1 をユニタリ行列 U と見なせば、以下の正規行列の定義を満たしている。
{\displaystyle A^{*}=AU}

## 例
例として、次の行列は歪エルミート行列である。
{\displaystyle {\begin{bmatrix}0&2+i\\-2+i&3i\end{bmatrix}}}

## 性質
多くの点で歪エルミート行列はエルミート行列とちょうど反対の性質を持つ。
- 歪エルミート行列の成分を虚数単位 i で除することによりエルミート行列にできる。すなわち歪エルミート行列 A に対して

{\displaystyle A=iH}
を満たす H はエルミート行列となる。実際、(iH)* = −iH* なので iH は歪エルミートである。同様に −iH も歪エルミートである。従って、A/i = −iA および A/(−i) = iA はエルミートである。
- 歪エルミート行列 A の対角成分はすべて純虚数である。

{\displaystyle {\left(A^{*}\right)}_{ii}={\overline {A_{ii}}}=-A_{ii}\quad \left(1\leq i\leq n\right)\ }
従って、そのトレースも純虚数である。
- 歪エルミート行列 A の固有値 λ は 0 または純虚数である。固有値方程式 Aξ = λξ を満たす行列 A の固有ベクトル ξ について、ξ*Aξ = λξ*ξ は以下の関係を満たす。

{\displaystyle \xi ^{*}A\xi ={(A^{*}\xi )}^{*}\xi =-{(A\xi )}^{*}\xi ~~\Longrightarrow ~~\lambda =-{\bar {\lambda }}}
従って、λ の実部は 0 でなければならない。またこのとき、歪エルミート行列の異なる固有値に対応する固有ベクトルは直交する。
{\displaystyle \eta ^{*}A\xi =\lambda _{\xi }\eta ^{*}\xi =-{\bar {\lambda }}_{\eta }\eta ^{*}\xi =\lambda _{\eta }\eta ^{*}\xi ~~\Longrightarrow ~~\eta ^{*}\xi =0}
- 歪エルミート行列の実数倍と、歪エルミート行列の和はまた歪エルミートである。つまり、実数 α, β,... と歪エルミート行列 A, B,... について次の関係が成り立つ。

{\displaystyle \left(\alpha A+\beta B+\cdots \right)^{*}={\bar {\alpha }}A^{*}+{\bar {\beta }}B^{*}+\dots =-\left(\alpha A+\beta B+\cdots \right)}
- 歪エルミート行列は正規行列であり、歪エルミート行列 A は、

{\displaystyle AA^{*}=A^{*}A}
を満たす。実際、AA* = A(−A) = (−A)A = A*A であり、A と A* は可換である。
- 任意の正方行列 M はエルミート行列 H と歪エルミート行列 A の和として一意に表せる。

{\displaystyle M=H+A}
行列 M + M* はエルミートであり、M − M* は歪エルミートであるので、これらを H/2 および A/2 と定義すれば上述の関係を得る。
- 歪エルミート行列の冪乗 Ap は、指数 p が奇数なら歪エルミート、偶数ならエルミートである。

{\displaystyle {\left(A^{p}\right)}^{*}={\left(A^{*}\right)}^{p}={\left(-1\right)}^{p}A^{p}\!}
- A が歪エルミートならば行列指数関数 eA はユニタリ行列になる。

{\displaystyle {(\mathrm {e} ^{A})}^{*}=\mathrm {e} ^{A^{*}}=\mathrm {e} ^{-A}={(\mathrm {e} ^{A})}^{-1}\!}
歪エルミート行列の固有値は 0 か純虚数なので、eA の固有値の絶対値は 1 になる。